# Tabela de consulta
Tabela de consulta ou Lookup table (LUT) é uma técnica utilizada no processamento de imagem. Sua funcionalidade é criar uma tabela de novos valores para imagem tratada.

## Tipos de tratamento de imagem
Os tipos existentes de tratamento de imagem são dilatação, erosão, abertura, fechamento, contraste, inversão (negativo), conversão de RGB para BW, mapa de RGB (histograma).
- A dilatação é um processo em que é usado um elemento estruturante que varre a tela no sentido direito/esquerda através de uma rotina de programação para acrescentar pixels da cor branca. (Contraste)

- A erosão é um processo contrário à dilatação, que por um elemento estruturante varre a tela no sentido direto/esquerda que apaga pixels da cor branca.

- Abertura usa um processo sequencial de erosão e dilatação. (Erode a imagem, pixels brancos são diminuídos, e dilata logo em seguida, acréscimo de pixels brancos).

- Fechamento usa um processo análogo ao da abertura, mas ao contrário. O processo sequencial é de dilatação e erosão.

- Inversão é trocar as cores atuais pelas cores complementares. (Preto pelo branco, azul pelo amarelo). O cálculo matemático para obter uma cor complementar é usar o sistema usado em bandas RGB binário (base 2), ASCII (caracteres especiais) ou sistema real (valores decimais)

Para obter matematicamente o valor da cor inversa, pega-se o total (255) e subtrair do valor da cor atual (255 - cor atual = cor inversa)
- Conversão de RGB para BW (Banda colorida, foto colorida por uma foto preto e branco[monocromática]).

- Mapa de RGB - são gráficos representados no plano cartesiano que define a tonalidade, e valor das cores.